# Karé Adenegan
Karé Adenegan, née le 29 décembre 2000 à Coventry (Midlands de l'Ouest), est une athlète handisport britannique concourant en T34 pour les athlètes en fauteuil roulant. Elle détient trois médailles d'argent (2016, 2021) et deux médailles de bronze paralympiques (2016).

## Carrière
Elle est atteinte de paralysie cérébrale. Elle fait études à l'université de Warwick.
Adenegan commence l'athlétisme après avoir regardé Hannah Cockroft participer aux Jeux paralympiques d'été de 2012. En septembre 2015, elle devient la première athlète à battre Cockroft en sept ans. La même année, elle fait ses débuts internationaux aux Mondiaux à Doha où elle remporte deux médailles de bronze sur le 400 m et le 800 m T34.
Elle fait partie des athlètes choisi pour représenter la Grande-Bretagne aux Jeux paralympiques d'été de 2016 où elle est la plus jeune athlète de l'équipe. Là, elle rafle trois médailles : une d'argent sur le 100 m T34 et deux de bronze sur le 200 m et le 400 m T34. Aux Jeux de 2020, Karé Adenegan remporte l'argent sur le 100 m T34 en 17 s 03 derrière sa compatriote Cockroft (16 s 39).

## Palmarès

### Jeux paralympiques
- Jeux paralympiques d'été de 2016 à Rio de Janeiro :
  -  100 m T34
  -  400 m T34
  -  800 m T34
- Jeux paralympiques d'été de 2020 à Tokyo :
  -  100 m T34
  -  800 m T34

### Championnats du monde
- Championnats du monde 2015 à Doha :
  -  400 m T34
  -  800 m T34
- Championnats du monde 2017 à Londres :
  -  100 m T34
  -  400 m T34
  -  800 m T34